# Bourscheid
Bourscheid (luxembourgsk: Buerschent, tysk: Burscheid) er en kommune og et byområde i Luxembourg. Kommunen, som har et areal på 36,86 km², ligger i kantonen Diekirch i distriktet Diekirch. I 2005 havde kommunen 1.231 indbyggere. 

## Galleri
- Udsigt over byen
- Bourscheid Slot